# V399 Близнецов
V399 Близнецов (лат. V399 Geminorum) — двойная затменная переменная звезда типа Алголя (EA) в созвездии Близнецов на расстоянии приблизительно 2720 световых лет (около 834 парсек) от Солнца. Видимая звёздная величина звезды — от +11,09m до +10,39m. Орбитальный период — около 2,0464 суток.

## Характеристики
Первый компонент — белая звезда спектрального класса A0. Эффективная температура — около 9023 К.